# Товстоп'ят Олексій Григорович
Олексій Григорович Товстоп'ят  (1897 — розстріляний 27 листопада 1937) — український радянський діяч, секретар партійного комітету КП(б)У Дніпропетровського металургійного заводу імені Петровського. Член ЦК КП(б)У в січні 1934 — серпні 1937 р.

## Життєпис
Народився у селянській родині. Працював робітником.
Учасник Громадянської війни в Росії. Член РКП(б) з 1920 року.
З початку 1930-х років до серпня 1937 року — секретар партійного комітету КП(б)У Дніпропетровського металургійного заводу імені Петровського.
16 серпня 1937 року заарештований органами НКВС у місті Дніпропетровську. 13 листопада 1937 року засуджений до вищої міри покарання, розстріляний. Посмертно реабілітований 5 листопада 1957 року.